# 陳玉蘭
陳玉蘭（英語：Chan Yuk-lan Phoebe），生於香港的戲劇人，曾任職香港藝術學院高級講師/課程統籌，從2004-2014年間負責策劃與執教該院與澳洲格理菲斯大學（Griffith University）合辦的「應用劇場與戲劇教育碩士課程」，該課程乃香港首個正式頒授資歷的應用劇場/戲劇教育課程。該碩士課程結束後，陳氏再開辦了「應用劇場與戲劇教育專業文憑課程」。2018-2021年，陳氏於香港演藝學院表演藝術研究中心工作。現移居英國，並創辦「陳玉蘭應用劇場工作室」。
陳氏的工作範疇廣泛，多年來與不同表演、社區或教育團體合作，參與舞台創作、演出、教學、研究、出版、培訓等不同工作，並到北京、上海、台灣、澳門進行導師培訓；曾以進劇場的《魚戰役溫柔》一劇於愛丁堡藝穗節、蘇格蘭多地、北京與澳門巡迴演出。

## 學歷
1988年荃灣官立中學（HKALE）
1991年香港大學工商管理學士（BBA）
2003年伯明翰英格蘭中部大學（University of Central England）（戲劇教育碩士Master of Drama in Education）
2018年澳洲格理菲斯大學（Griffith University）哲學博士

## 成長
生於香港，在葵涌石蔭村長大，就讀新會古井同鄉會達善小學上午校、荃灣官立中學，課餘在父親的大牌檔幫忙幹活。
在荃灣官立中學開揚、自主的氛圍下，薰陶出積極參與學校事務的性格，活躍於多項組織活動，擔任不同學會的幹事、主席，以及竹社社長和總領袖生。
1988年入讀香港大學社會科學學院，修讀工商管理（主修市場學），是年為港大首年開設工商管理系。在大學期間繼續活躍於各項活動，擔任太古堂宿生會內務副主席，時值發生六四事件，對其衝擊尤深。

## 事業
大學畢業時發現「『穿套裝、提公事包』的生活不是自己想要的」，陳玉蘭加入了中英劇團先後擔任宣傳助理、宣傳主任和市場推廣經理，在業餘時間進行舞台表演工作。1996年她離開藝術行政人員行列，轉為自由身戲劇工作者，全面投入戲劇創作和演出工作，期間除開始參與專業劇場製作外，也開始接觸到戲劇教育。有感到自己的不足，陳氏在1998年到英國進修，為「戲劇＋教育＝？」這個問題「找尋未發掘的可能性」，並開始鑽研戲劇教育的理論與實踐，同時以兼職形式擔任香港大學醫學院家庭醫學部之研究助理與課程行政工作。
2004年，香港藝術學院與澳洲格理菲斯大學在港開辦本地首個「戲劇教育碩士課程」，陳玉蘭出任講師與首位課程統籌。
2018年加入香港演藝學院新成立的表演藝術研究中心，負責推動該校的表演藝術研究實踐，現為該中心的主任。

## 戲劇教育項目列表
陳氏參與之戲劇教育項目不計其數，較重要的有：
- 2004年起擔任「香港學校戲劇節」主評判
- 語常會「英語大聯盟──戲育篇」之計劃統籌（2008-2010年），該計劃為小學英文教師提供專業發展課程和到校支援，寓戲劇於語文教室；
- 香港樂施會「互動教育中心」[5]之顧問，撰寫以世界公民教育為主題的戲劇教案，主持工作坊和互動教育劇場活動，並為社工、教師提供戲劇教育培訓；
- 與教育局訓育及輔導組協作，舉行透過戲劇探討德育與個人成長之教師專業培訓。

## 舞台創作列表

### 教育劇場
- 《另一部份的童話》，香港樂施會，2005（創作、演教員）
- 《五‧拾‧米》[6]，香港樂施會，2006（創作、演教員）
- 《The Children》，香港藝術學院，2012、2013（導演）
- 《3.1個地球》，德思戲劇教育工作室、世界自然基金會，2013-2015（導演）

### 演出作品
- 《伴我同行》，葵青藝術節，1994
- 《天堂裡的陌生人》（迷你音樂劇），中英劇團，1995
- 《魚戰役溫柔》，進劇場，1995（1996、2015年重演）
- 《悔婚記》（輕歌劇），學士合唱團，1995
- 《闖進一棵橡樹的年輪》，進劇場，1996
- 《窈窕淑女》，春天舞台，1997
- 《蛻變》，進劇場，1997（2000年重演）
- 《廁紙卷的戀情》，獨立製作，1997（1998年重演）
- 《小島芸香》，新域劇團，1998
- 《中國在不遠處》，香港失明人協進會「桃園劇社」與月亮文化，1998
- 《我係香港人II》，沙田話劇團，1998
- 《噎！》，獨立製作，2000
- 《故事飄洋》，進劇場，2000
- 《美麗計劃》，月亮文化，2001
- 《他和她和他……的屋》，進劇場，2001
- 《樓城》（引錄劇場），進劇場，2008
- 《SEE覺失調》，蘇七棧，2014

### 導演作品
- 《悔婚記》（輕歌劇），學士合唱團，1995
- 《十二怒漢》，亂描舍，1995
- 《埃及王子》（音樂劇），聖保羅男校，2001
- 《尋島記》，佛教中華康山學校（下午），2003
- 《失魂的時光機》，九龍灣聖若翰天主教小學，2004
- 《白紫之緣》，聖母無玷聖心學校，2004
- 《何家公屋何家猜》，新域劇團，2004
- 《兒童歷史博物館》，鮮魚行學校，2005
- 《小王子2005》，聖母無玷聖心學校，2005
- 《安徒生狂想曲》，聖母無玷聖心學校，2006
- 《不設‧已劃位》，香港藝術學院戲劇教育碩士學生作品，2007

## 出版和著作

### 專欄
- 蘭蘭自語（荃灣官立中學校友會）[7]
- 另眼看戲（蘋果日報）
- 戲劇教育探知館@Hong Kong Art School[8]

### 學刊
- "The Use of Focus Group in Asian Medical Education Evaluation Research", Medical Education[9]
- "Early Introduction of Clinical Skills Teaching in a Medical Curriculum", Medical Education[10]
- "A Transitional Course from High School to Medical School in a New Medical Curriculum in Asia: How Do the Students See It?", Medical Teacher[11]
- 「中英劇團的教育劇場──談英國、澳洲的影響」，《香港戲劇學刊》[12]
- "In Their Own Words: How Do Students Relate Drama Pedagogy to Their Learning in Curriculum Subjects?", Research in Drama Education[13]
- "Audience Participation, Aesthetic Distance and Change: Reflections on Fifty Square Feet, a Theatre-in-Education Programme on Urban Poverty", Applied Theatre Researcher[14]
- 「從學習型組織創建戲劇教育之發展條件──以「粉嶺神召會小學」的個案為例」，《亞洲戲劇教育學刊》[15]
- "Reflections on a primary school teacher professional development programme on learning English through Process Drama", Research in Drama Education[16]
- 「熱情、夥伴、權力與堅持：一個跨國戲劇課程的生命歷程 」，《亞洲戲劇教育學刊》[17]

### 書目
- 「全球公民」教育戲劇──青年工作坊導師手冊[18]
- A Drama-based Methodology for Liberal Studies – A Teachers' Manual[19]
- Language Alive: Teaching English through Process Drama[20]
- 細貓天使──予我們一輩子愛的小家貓[21]
- 戲中探貧窮──以戲劇手法進行世界公民教育[22]

### 翻譯書目
- 戲劇實驗室──學與教的實踐[23]

### 編輯書目
- 九十年代香港劇壇點將錄（第二輯）[24]
- 變動中的視野──香港劇場與教育會議2000[25]
- 釋放中的潛能──2002戲劇在校園文集[26]
- Planting Trees of Drama with Global Vision in Local Knowledge: IDEA 2007 Dialogues[27]

### 書目章節
- 透過假想和扮演來學習[28]
- 有關香港教育劇場的一些觀察[29]
- 教育改革牽引下的藝術教育發展[30]
- 2006戲劇教育回顧與反思[31]
- 教育劇場是一種社會藝術[32]
- 香港十年‧文化樹人──香港戲劇教育發展反思與報告[33]
- 與孩子一同寫戲[34]
- 富有戲劇教育特色學校的個案研究[35]
- 敘說‧回顧‧思潮‧對話[36]
- 德雅中學：透過戲劇手法在高中學通識科學做世界公民[37]
- 增權‧參與-->對話‧學習[38]
- Drama and Global Citizenship Education: Planting Seeds of Social Conscience and Action [39]
- 戲劇可以為社會做什麼？[40]
- Fluorescent Raincoat into Yellow Umbrella: Social Responsibility as Embodied Experience [41]

## 職務
- 「香港戲劇協會」幹事委員（1993-1997年）
- 「香港教育劇場論壇」幹事委員（2002-2004年）
- 「香港教育劇場論壇」主席（2004-2006年）
- 「國際戲劇／劇場與教育聯盟」第六屆世界會議「指導委員會」成員（2005-2007年）
- 「國際戲劇／劇場與教育聯盟」第六屆世界會議「學術委員會」主席（2005-2007年）
- 「7A班戲劇組」董事會成員（2005-2013年）
- 「香港教育劇場論壇」董事會主席（2014年起）